# Howard Stern
Howard Allan Stern (ur. 12 stycznia 1954 w Nowym Jorku) – amerykański satyryk, dziennikarz radiowy i telewizyjny.

## Życiorys
Urodził się w rodzinie żydowskiego pochodzenia. Ojciec Ben Stern oraz matka Ray wraz z synem mieszkali w Roosevelt na wyspie Long Island w stanie Nowy Jork.
W latach 90. XX wieku kandydował na gubernatora stanu Nowy Jork z ramienia Partii Libertariańskiej. Dostał się na listę 100 najbardziej wpływowych ludzi na świecie magazynu „Time”. W 1997 powstał film Części intymne, oparty na książkowej autobiografii Sterna pod tym samym tytułem.
Prowadzi program „The Howard Stern Show”, nadawany na kanale Howard 100 i Howard 101 platformy satelitarnej Sirius Satellite Radio. Wcześniej pracował dla takich mediów jak NBC (skąd został dosyć szybko usunięty), WXRK i CBS.